# Carl von Frese
Carl Rudolf Friedrich Victor von Frese (* 2. Februar 1861 in Stade; † 17. April 1942 in Westerhusen) war ein deutscher Verwaltungsbeamter und Politiker (DNVP).

## Herkunft
Seine Eltern waren der Landschaftsrates aus dem Landkreis Emden Viktor Georg Ernst von Frese (* 30. September 1827) und dessen Ehefrau Elisabeth Grisebach.

## Leben
Carl von Frese war evangelischer Konfession und studierte an der Georg-August-Universität Göttingen. 1881 wurde er Mitglied des Corps Bremensia Göttingen. Nach dem Studium trat er in den preußischen Staatsdienst ein. Er wurde 1884 Gerichtsreferendar beim Amtsgericht Emden. Beim ersten Versuch das Große Staatsexamen abzulegen, war er nicht erfolgreich und kam zurück an das Oberlandesgericht Celle. Anfang 1890 bestand er das Examen und wurde Assessor beim Amtsgericht Emden. 1891/92 war er vertretungsmäßig Richter in Hoya und Blumenthal. 1892 wurde er Landrat des Landkreises Emden.
Er war Besitzer des Landgutes „Stadt Wyk“ in Westerhusen. 1910 heiratete er. Aus der Ehe gingen vier Kinder hervor.
1899 bis 1920 war er auch Mitglied im Provinziallandtag der Provinz Hannover. Nach der Novemberrevolution versuchte der Emdener Arbeiter- und Soldatenrat, den konservativen Landrat aus dem Amt zu entfernen. Der Regierungspräsident lehnte dies 1919 aber ab, da die Vorwürfe unzutreffend seien. Am 17. November 1922 wurde er auf eigenen Wunsch in den einstweiligen Ruhestand versetzt. Sein Nachfolger wurde 1923 Walter Wüllenweber, 1926 trat er in den Ruhestand. Zuletzt lebte er als Landschaftsrat in Hinte.